# 謝苗·切柳斯金

謝苗·伊萬諾維奇·切柳斯金

謝苗·伊萬諾維奇·切柳斯金（俄语：Семён Иванович Челюскин，約1700年—1764年），俄羅斯極地探險家、海軍軍官。

## 生平
切柳斯金早年就讀莫斯科航海學校，畢業後進入俄羅斯帝國海軍，1726年時成為副領航員，隸屬於波羅的海艦隊，1733年時又升任領航員。同年，切柳斯金獲選為第二次堪察加遠征隊（1733-1743）的成員，參加了由瓦西里·普龍奇謝夫與哈里頓·拉普捷夫所率領的探險隊。1741年春季，切柳斯金完成了從哈坦加河到皮亞西納河的陸上探勘；並測繪了由米登多夫灣、皮亞西納河河河口，到葉尼塞河之間，泰梅爾半島的西段海岸線。在1741至1742年之間的冬季，切柳斯金自圖魯漢斯克出發，抵達哈坦加河的出海口；完成泰梅爾半島北段，法傑伊灣到泰梅爾河河口的海岸線測繪。他在途中經過了歐亞大陸的最北端，俄國探險家、動物學家亞歷山大·馮·米登多夫在1843年將該地命名為「切柳斯金角」作為紀念。
切柳斯金在1760年時卸下波羅的海艦隊艦長的職務，1764年逝世。

## 紀念
切柳斯金是首位抵達歐亞大陸最北端的歐洲探險家，除切柳斯金角以外，泰梅爾半島最北端的半島亦命名為切柳斯金半島，附近尚有切柳斯金島。蘇聯在1933年時向丹麥購置了一艘蒸汽船，也命名為切柳斯金號，投入東北航道的探勘，但該艦於1934年2月在楚科奇海的科柳欽島附近沉沒。